# Верхнебемыжское (сельское поселение)
Верхнебемыжское — упразднённое муниципальное образование со статусом сельского поселения в составе Кизнерского района Удмуртии.
Административный центр — деревня Верхний Бемыж.
Образовано в 2004 году в результате реформы местного самоуправления, предшественник — Верхнебемыжский сельсовет.
25 июня 2021 года упразднено в связи с преобразованием муниципального района в муниципальный округ.

## Географические данные
Находится на юго-востоке района, граничит:
- на севере с Саркузским сельским поселением
- на востоке с Старокармыжским сельским поселением
- на юге с Бемыжским сельским поселением
- на западе с Балдеевским сельским поселением

По территории поселения протекают реки: Бемыжка и Арвазь. Площадь поселения — 19 216 га.

## Население
| 2008 | 2010 | 2012 | 2013 | 2014 | 2015 | 2016 |
| ---- | ---- | ---- | ---- | ---- | ---- | ---- |
| 1017 | ↘770 | ↘745 | ↘728 | ↘703 | ↘680 | ↘662 |
| 2017 | 2018 | 2019 | 2020 |      |      |      |
| ↘638 | ↘630 | ↘628 | ↘598 |      |      |      |

## История
Верхнебемыжский сельсовет Троцкой волости Можгинского уезда образован в 1924 году. В результате районирования в 1929 году Троцкая волость ликвидирована и часть её сельсоветов, в том числе и Верхнебемыжский, переданы в состав Граховского района. В 1935 году, в границах ранее существовавшей Троцкой волости, образован Бемыжский район. 27 ноября 1956 года Бемыжский район упразднён и сельсовет передан в состав Кизнерского района. В 2004 году Верхнебемыжский сельсовет преобразован в Верхнебемыжское сельское поселение.

## Населенные пункты
| Название      | Тип населённого пункта          | Население | Почтовый индекс | ОКАТО          |
| ------------- | ------------------------------- | --------- | --------------- | -------------- |
| Верхний Бемыж | деревня, административный центр | 310       | 427705          | 94 226 822 001 |
| Айдуан-Чабья  | деревня                         | 236       | 427710          | 94 226 822 002 |
| Верхняя Тыжма | деревня                         | 226       | 427721          | 94 226 820 009 |
| Городилово    | деревня                         | 80        | 427721          | 94 226 820 010 |
| Новотроицкое  | деревня                         | 2         | 427710          | 94 226 820 003 |
| Новая Заря    | деревня                         | —         | 427710          | 94 226 820 002 |